# Charlevoix, Michigan
Charlevoix [ˈʃɑrləvɔɪ] är administrativ huvudort i Charlevoix County i Michigan. Orten har fått sitt namn efter upptäcktsresanden Pierre-François-Xavier de Charlevoix. Enligt 2010 års folkräkning hade Charlevoix 2 513 invånare.